# Nhím kiểng
Nhím kiểng hay còn gọi là nhím gai nhà hay nhím gai lùn châu Phi là loài nhím gai được thuần hóa từ loài nhím gai hoang dã và hiện nay được nuôi trở thành một loại thú nuôi độc lạ.

## Đặc điểm

### Ngoại hình
Nhím vốn là một loài động vật hoang dã nhưng đến nay nó đang dần được thuần hóa thành một loài thú cưng gần gũi với con người. Với vẻ ngoài ngộ nghĩnh, tuy hình dáng của loài nhím kiểng giống như loài nhím thường, với gai nhọn trên lưng nhưng nhím kiểng lại là một loài thuộc họ chuột chù. Nhím kiểng có cái miệng nhỏ, nhọn đặc trưng, chân ngắn và khá chậm chạp dễ thương
Điều đặc biệt là tuy có lông xù trông nguy hiểm nhưng nhím cảnh không có khả năng gây thương tổn cho người nuôi. Nhím không có mùi hôi khó chịu như các loại thú cưng khác và cách vệ sinh cho chúng cũng đơn giản. Nhìn bề ngoài nhím đực và nhím cái rất giống nhau. Muốn phân biệt, phải lật ngửa chúng lên. Con đực sẽ có núm thịt nhú lên ở phần bụng, còn con cái lại trơn mượt.
Nhím có màu lông lạ là nhím bị đột biến gen. Rất hiếm mới có một con dạng này nên giá thường rất cao, có khi gấp đôi, gấp ba nhím kiểng bình thường, vốn chỉ có màu trắng, sô cô la, muối tiêu. Các con có màu lông hiếm là màu hồng, màu cam, hay lông trắng đốm đen, giống như bò sữa. Ở Việt Nam, nhím màu thường có giá 250.000 - 500.000 đồng/con. Giá nhím cảnh phụ thuộc vào màu lông. Nhím màu chocolate, muối tiêu, trắng có giá 250.000 - 500.000 đồng/con. Riêng nhím màu pintos (trắng đen hoặc trắng xám), giá lên đến 1 triệu đồng/con. Ngoài ra, những con màu cam hiếm có, khó tìm giá cao gấp 3 lần màu thường, giá lên đến 5 triệu đồng/cặp.

### Tập tính
Chúng hoạt động chủ yếu vào lúc đêm khuya. Thức ăn chủ yếu của chúng là côn trùng. Tuy nhiên, nhím cũng thuộc loài ăn tạp và có thể ăn bất cứ thứ gì phù hợp. Thức ăn của nhím kiểng rất đơn giản, có thể là những loại côn trùng như châu chấu, kiến, mối..., thức ăn cho nhím kiểng chủ yếu là các loại củ, quả, rễ, lá, mầm cây và rau muống, rau lang… hoặc thức ăn đóng hộp dành cho mèo. Chúng có tuổi thọ trung bình 4 năm tuổi. Chu kì sống cao nhất kỉ lục đến 9 năm tuổi. Nhím cảnh có tuổi thọ trung bình từ 3-4 năm. 

### Sinh sản
Nhím cái mỗi năm có thể đẻ từ 3-4 lứa, mỗi lứa từ 3-5 con hoặc nhiều thì từ 8-9 con non. Khi vào mùa nhím sinh sản, cần cách ly các đôi nhím thật cẩn thận vì nhím đực sẽ cắn chết con của con nhím khác. Nhím thường sinh sản nhiều lần trong năm, mỗi lần sinh khoảng 3−6 con, tùy vào thời tiết. Cách phối giống chỉ cần ghép một nhím đực và một nhím cái không đồng huyết ở chung chuồng. Điểm đặc biệt là màu lông của nhím con không phụ thuộc vào sắc lông của bố mẹ. Khi nhím sinh sản, cần bổ sung thêm thức ăn nhiều chất đạm, chất béo, chất bột, đường… để nhím mẹ có nhiều sữa và nhím con mau lớn. Thức ăn trong giai đoạn này nên thêm vào là các loại sâu khô nhỏ.
Nhím mẹ rất thính và khá dữ dằn khi mới sinh con. Vì thế, nhím con mới sinh còn yếu ớt thì không nên chạm vào, chỉ cần ngửi được hơi người trên mình nhím con khiến nhím mẹ sợ hãi cắn chết nhím con. Đến khi nhím con đã đủ lớn thì mới bắt đầu chơi đùa và thường xuyên chăm sóc nhím, vuốt ve, dỗ dành nó. Lông bụng dưới của nhím rất mềm, nên khi chơi với nhím hãy nhẹ nhàng luồn tay dưới bụng, để nhím ngửi thấy hơi tay rồi từ từ bắt lên. Nếu bắt ngay, nhím sẽ sợ hãi và xù gai lên khiến rất buốt tay.

## Nuôi nhốt
Nhím cảnh có thể vừa chơi vừa kiếm tiền, nên rất nhiều bạn trẻ sẵn sàng bỏ thời gian, công sức để đầu tư chăm nuôi. Nuôi nhím cần thận trọng bởi nhím rất nhạy cảm. Đặc biệt khi nhím mẹ sinh con rất dữ, có thể xù gai đâm rất đau. Muốn thuần hóa được nhím con, người nuôi phải mất một thời gian dài vuốt ve, gần gũi để chúng quen hơi người. Nuôi nhím chỉ cần cho ăn 4 bữa/ngày, dọn vệ sinh định kỳ và giữ nhiệt độ ổn định thì chúng sẽ phát triển rất tốt. Thức ăn của nhím là hạt khô, giá khoảng 23.000₫/gói 400 gam. Nuôi nhím tiết kiệm được nguồn thức ăn bởi nhím ăn tạp, có thể cho nhím ăn cơm, thịt, rau củ nên không tốn kém nhiều.